# Serpentine (Fluss)
Die Serpentine ist ein kleiner Fluss in Frankreich, der im Département Jura in der Region Bourgogne-Franche-Comté verläuft. Sie entspringt im Juragebirge, im Gemeindegebiet von Censeau, entwässert anfangs nach Südost, dreht dann auf Südwest und mündet nach rund 11 Kilometern an der Gemeindegrenze von Doye und Nozeroy als linker Nebenfluss in den hier erst etwa einen Kilometer langen und manchmal auch trockenfallenden Fluss Ain.

## Orte am Fluss
(Reihenfolge in Fließrichtung)
- Censeau
- Molpré
- Mièges
- Nozeroy

## Zuflüsse
(Reihenfolge in Fließrichtung)
- Ruisseau du Martinet (links)
- Ruisseau du Gouffre de l’Hole (rechts)
- Settière (links)